# Кейтеле
Кейтеле (фин. Keitele) — община в провинции Северное Саво, губерния Восточная Финляндия, Финляндия. Общая площадь территории — 578,39 км², из которых 96,59 км² — вода.

## География
Территория общины охватывает юго-западную часть двадцать пятого по величине озера страны — Нилакка.

## Демография
На 31 января 2011 года в общине Кейтеле проживают 2535 человек: 1301 мужчина и 1234 женщины.
Финский язык является родным для 99,29 % жителей, шведский — для 0,04 %. Прочие языки являются родными для 0,67 % жителей общины.
Возрастной состав населения:
- до 14 лет — 12,35 %
- от 15 до 64 лет — 61,89 %
- от 65 лет — 26,04 %

Изменение численности населения по годам:
| Год  | Численность |
| ---- | ----------- |
| 1980 | 3346        |
| 1990 | 3309        |
| 2000 | 2972        |
| 2010 | 2542        |
| 2011 | 2535        |